# بوب موسلي
بوب موسلي (بالإنجليزية: Bob Mosley)‏ هو موسيقي أمريكي، ولد في 4 ديسمبر 1942.

## وصلات خارجية
- بوب موسلي على موقع ميوزك برينز (الإنجليزية)
- بوب موسلي على موقع ديسكوغز (الإنجليزية)